# Cynorkis rosellata
Cynorkis rosellata är en orkidéart som först beskrevs av Louis Marie Aubert Du Petit-Thouars, och fick sitt nu gällande namn av Jean Marie Bosser. Cynorkis rosellata ingår i släktet Cynorkis, och familjen orkidéer. Inga underarter finns listade i Catalogue of Life.